# Miguel de los Santos
Miguel de los Santos (Valdemoro, Madrid, 30 de juliol de 1936) és un presentador de televisió espanyol.

## Biografia
Va debutar com a locutor en Ràdio SEU en 1954, i d'aquí va passar a Radio Nacional de España, Radio Intercontinental i finalment, en 1965, a la Cadena SER, en la qual va conduir el programa musical Fórmula 45.
Quant a la seva trajectòria en televisió, després de vèncer la primera edició del concurs de descobriment de nous talents Caras nuevas, ingressà a TVE en 1959, amb el programa Dos en uno. En els següents anys es mantindria allunyat de les cambres per a centrar la seva activitat en el món de la ràdio, mitjà en el qual desenvolupa una prolífica labor col·laborant amb la Cadena SER en programes com Fórmula 45, Carrera de éxitos, Hoy es domingo o Vacaciones en España, així com a Los 40 principales.
Torna a Televisió Espanyola en 1969 per presentar l'espai de Valerio Lazarov Especial pop, al que seguiria un altre programa musical: Voces de oro (1971-1972), programa que emetia imatges prèviament gravades dels més importants cantants de l'època.
En els següents anys, se succeeixen diferents programes en Televisió espanyola, gairebé tots ells relacionats amb el món de la música: La gran ocasión (1972-1974), que pretenia ser una plataforma per al descobriment de joves talents, Con otro acento (1976), centrat en donar a conèixer la realitat de Llatinoamèrica, Mundo noche (1978-1980), el programa d'entrevistes Retrato en vivo (1979-1982), De ahora en adelante (1981-1982) i Viento, madera y barro (1984). També fou presentador del Festival d'Eurovisió de 1977 a 1982.
Allunyat durant anys del món de la televisió, en 1995 va tornar de nou a TVE amb América Total (1995-2004), una sèrie de documentals sobre el continent americà i en 2005 dirigí l'espai España innova de caràcter divulgatiu, presentat per Sandra Sutherland.
En 2002 se li va concedir el Premio Antena de Oro Extraordinari.
En 2018 va escriure el llibre autobiogràfic Relatos de mi memoria (editorial Abomey Maquetren. ISBN 978-84-948391-2-2).